# Fadrique de Zúñiga y Sotomayor
Fadrique de Zúñiga y Sotomayor nació el año de 1475 en Plasencia y falleció en 1537 en Plasencia, noble español de la Casa de Zúñiga, IV señor de Mirabel y Alconchel en Cáceres, Toriso en La Rioja, Berantevilla y Hereña en Álava, I marqués de Mirabel, alférez real perpetuo de Plasencia, montero mayor, experto en la caza de azor y autor del Libro de Cetrería de Caza de Azor.

## Familia
Hijo de Francisco de Zúñiga y Manrique de Lara, señor de Mirabel, Toriso, Berantevilla y Hereña, y de su esposa María Manuel de Sotomayor, hija de Juan de Sotomayor, II señor de Alconchel, y de su esposa Juana Manuel. Casado con Inés de Guzmán, hija de Diego López de Ayala, III señor de Cebolla, y de su esposa Beatriz de Guzmán. En su matrimonio tuvo un hijo, Álvaro de Zúñiga y Ayala, casado con Catalina Manrique de Lara, fallecido en 1534, sin sucesión. Extramatrimonial Fadrique tuvo en Ana de Castro dos hijas, María e Inés, a quienes las legitimó y habilitó en 1532. Su hija María, II marquesa de Mirabel, casada con Luis de Ávila y Zúñiga, comendador mayor de la Orden de Alcántara, fue su heredera. Su madre María Manuel de Sotomayor gestionó la tutoría de sus hijos menores en 1489, al fallecimiento de su padre Francisco de Zúñiga y Manrique de Lara. A la muerte de su hermano mayor Juan vino a heredar los señoríos de Mirabel, Alconchel, Toriso, Berantevilla y Hereña.

## Experto en la Caza de Azor
Montero mayor desde 1534 del emperador del Sacro Imperio Carlos V, quien le concedió en 1535 el título de I marqués de Mirabel. Apasionado por la caza, pasó gran tiempo en los bosques de Cáceres, sobre todo en Plasencia. Estuvo de caza con el emperador en Navalvilla de Ibor el martes 18 de abril de 1525.  Dedicado a la caza y su gran conocedor, escribió el «Libro de Cetrería de Caza de Azor». En la primera parte de su libro, se ocupa del conocimiento y caza de las aves de rapiña, y en su segunda parte de las enfermedades curas y remedios de ellas. El libro fue editado por Juan Casanova, en  Salamanca, en 1565 y reeditado en 1996, en Madrid. La Biblioteca Nacional de España conserva de esta obra un manuscrito autógrafo y un libro impreso. 

## Vida señorial

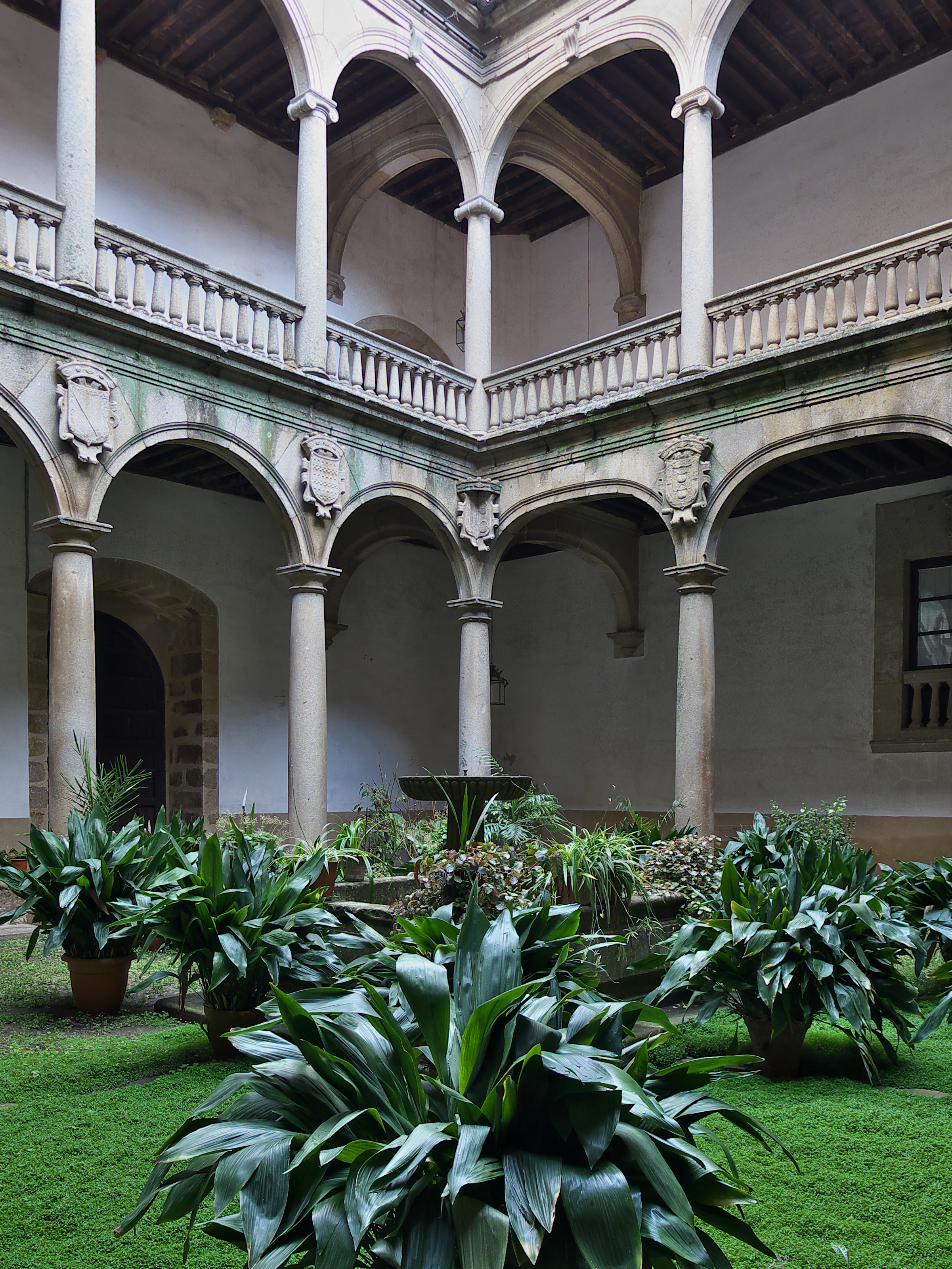
Palacio de Mirabel

Fadrique de Zúñiga contribuyó en 1519 en la fundación y edificación del convento de San Miguel de Plasencia para religiosos descalzos de la Orden de San Francisco, ubicado en la heredad donada por Mencia de Carvajal, mujer de Rodrigo de Viso. Fadrique de Zúñiga y otros personajes de Plasencia pacificaron las inquietudes de los vecinos,  logrando que Plasencia no participara en la revuelta de los Comuneros de Castilla, conocida como la Guerra de las Comunidades de Castilla, surgida en los años 1521-1522. Litigió pleito ante la Real Audiencia y Chancillería de Valladolid con el concejo, justicia y regimiento de Mirabel, Cáceres, por levantamiento contra su Señor, según escritura de 10 de mayo de 1524.
Fadrique falleció en Plasencia en 1537 y fue enterrado en la capilla de Nuestra Señora del Rosario, colateral a la del evangelio, en la iglesia de San Francisco Ferrer de Plasencia, fundada por su  abuelo Álvaro de Zúñiga y Guzmán, I duque de Béjar y Plasencia. La capilla de Nuestra Señora del Rosario sirvió de entierro a los marqueses de Mirabel que siguieron.